# Primeira Liga 2018-19
La temporada 2018-19 de la Primeira Liga fue la 85.ª temporada de la Primeira Liga, la liga de fútbol de primer nivel en Portugal. Comenzó el 10 de agosto de 2018 y finalizó el 19 de mayo de 2019. El torneo fue organizado por la Liga Portuguesa de Fútbol Profesional (LPFP), una división de la Federación Portuguesa de Fútbol (FPF).

## Ascensos y descensos
Los clubes Paços de Ferreira y Estoril Praia, descendidos la temporada anterior, son reemplazados para este torneo por el campeón y subcampeón de la Segunda Liga, el Nacional de Madeira y Santa Clara.
| Pos. | Descendidos de Primeira Liga 2017-18 |
| ---- | ------------------------------------ |
| 17.º | Paços de Ferreira                    |
| 18.º | Estoril Praia                        |

| Pos. | Ascendidos de Segunda Liga 2017-18 |
| ---- | ---------------------------------- |
| 1.º  | Nacional de Madeira                |
| 2.°  | Santa Clara                        |

## Información de los equipos
| Club                 | Ciudad               | Estadio                              | Capacidad |
| -------------------- | -------------------- | ------------------------------------ | --------- |
| Belenenses           | Lisboa               | Estadio Nacional de Portugal         | 37,593    |
| Benfica              | Lisboa               | Estadio da Luz                       | 65,647    |
| Boavista             | Oporto               | Estadio do Bessa                     | 28,263    |
| Braga                | Braga                | Estadio Municipal de Braga           | 30,286    |
| Chaves               | Chaves               | Estadio Municipal de Chaves          | 8,870     |
| Desportivo das Aves  | Vila das Aves        | Estadio do Clube Desportivo das Aves | 5,441     |
| Feirense             | Santa Maria da Feira | Estadio Marcolino de Castro          | 5,600     |
| Marítimo             | Funchal              | Estadio dos Barreiros                | 10,600    |
| Moreirense           | Moreira de Cónegos   | Parque Joaquim de Almeida Freitas    | 6,153     |
| Nacional             | Funchal              | Estadio de Madeira                   | 5,200     |
| Portimonense         | Portimão             | Estadio Municipal de Portimão        | 5,950     |
| FC Porto             | Oporto               | Estadio do Dragão                    | 50,033    |
| Rio Ave              | Vila do Conde        | Estadio dos Arcos                    | 9,065     |
| Santa Clara          | Ponta Delgada        | Estadio de São Miguel                | 13,277    |
| Sporting CP          | Lisboa               | Estadio José Alvalade                | 50,095    |
| Tondela              | Tondela              | Estadio João Cardoso                 | 5,000     |
| Vitória de Guimarães | Guimarães            | Estadio Dom Afonso Henriques         | 30,000    |
| Vitória de Setúbal   | Setúbal              | Estadio do Bonfim                    | 15,497    |

### Personal y equipación
| Club                 | Técnico           | Capitán           | Kit Manufacturer | Patrocinador       |
| -------------------- | ----------------- | ----------------- | ---------------- | ------------------ |
| Belenenses           | Silas             | Gonçalo Silva     | Lacatoni         | Kia Motors         |
| Benfica              | Rui Vitória       | Jardel            | Adidas           | Emirates           |
| Boavista             | Jorge Simão       | Idrissa Mandiang  | Lacatoni         | Mestre da Cor      |
| Braga                | Abel Ferreira     | Marcelo Goiano    | Lacatoni         | Forum Braga        |
| Chaves               | Daniel Ramos      | Nuno André Coelho | Lacatoni         | Museu do Pão       |
| Desportivo das Aves  | José Mota         | Nélson Lenho      | Lacatoni         | MEO                |
| Feirense             | Nuno Manta Santos | Cris Santos       | Legea            | Castro Electrónica |
| Marítimo             | Petit             | Edgar Costa       | Nike             | Santander Totta    |
| Moreirense           | Ivo Vieira        | Arsénio           | CDT              | —                  |
| Nacional             | Costinha          | Jota              | Hummel           | Santander Totta    |
| Portimonense         | António Folha     | Ricardo Ferreira  | Mizuno           | McDonald's         |
| Porto                | Sérgio Conceição  | Héctor Herrera    | New Balance      | MEO                |
| Rio Ave              | Daniel Ramos      | Tarantini         | Nike             | MEO                |
| Santa Clara          | João Henriques    | Pedro Pacheco     | Nike             | Santander Totta    |
| Sporting CP          | Marcel Keizer     | Bruno Fernandes   | Macron           | NOS                |
| Tondela              | Pepa              | Ricardo Costa     | CDT              | Laboratórios BASI  |
| Vitória de Guimarães | Luís Castro       | André André       | Macron           | Castro Electrónica |
| Vitória de Setúbal   | Lito Vidigal      | Vasco Fernandes   | Hummel           | Kia Motors         |

## Clasificación
| Pos. | Equipo               | Pts. | PJ | G  | E  | P  | GF  | GC | Dif. | Clasificación 2018–19                  |
| ---- | -------------------- | ---- | -- | -- | -- | -- | --- | -- | ---- | -------------------------------------- |
| 1    | Benfica (C)          | 87   | 34 | 28 | 3  | 3  | 103 | 31 | +72  | Fase de Grupos de la Liga de Campeones |
| 2    | Porto                | 85   | 34 | 27 | 4  | 3  | 74  | 20 | +54  | Tercera ronda de la Liga de Campeones  |
| 3    | Sporting de Portugal | 74   | 34 | 23 | 5  | 6  | 72  | 33 | +39  | Fase de Grupos de la Liga Europea      |
| 4    | Sporting Braga       | 67   | 34 | 21 | 4  | 9  | 56  | 37 | +19  | Tercera ronda de la Liga Europea       |
| 5    | Vitória Guimarães    | 52   | 34 | 15 | 7  | 12 | 46  | 34 | +12  | Segunda ronda de la Liga Europea       |
| 6    | Moreirense           | 52   | 34 | 16 | 4  | 14 | 39  | 44 | −5   |                                        |
| 7    | Rio Ave              | 45   | 33 | 12 | 9  | 12 | 48  | 49 | −1   |                                        |
| 8    | Boavista             | 44   | 34 | 13 | 5  | 16 | 34  | 40 | −6   |                                        |
| 9    | Belenenses           | 43   | 34 | 10 | 13 | 11 | 42  | 51 | −9   |                                        |
| 10   | Santa Clara          | 42   | 34 | 11 | 9  | 14 | 43  | 45 | −2   |                                        |
| 11   | Portimonense         | 39   | 34 | 11 | 6  | 17 | 44  | 59 | −15  |                                        |
| 12   | Marítimo             | 39   | 34 | 12 | 3  | 19 | 26  | 44 | −18  |                                        |
| 13   | Vitória Setúbal      | 36   | 34 | 8  | 12 | 14 | 28  | 39 | −11  |                                        |
| 14   | Desportivo das Aves  | 36   | 34 | 10 | 6  | 18 | 35  | 49 | −14  |                                        |
| 15   | Tondela              | 35   | 34 | 9  | 8  | 17 | 40  | 54 | −14  |                                        |
| 16   | Chaves (D)           | 32   | 34 | 8  | 8  | 18 | 34  | 57 | −23  | Descenso a Segunda Liga 2019-20        |
| 17   | Nacional (D)         | 28   | 34 | 7  | 7  | 20 | 33  | 73 | −40  | Descenso a Segunda Liga 2019-20        |
| 18   | Feirense (D)         | 20   | 34 | 3  | 11 | 20 | 27  | 64 | −37  | Descenso a Segunda Liga 2019-20        |

Actualizado a los partidos jugados el 19 de mayo de 2019.
 Fuente: Liga Portugal
Criterios de clasificación: 1) Puntos; 2) puntos entre sí; 3) diferencia de goles; 4) Goles marcados.

## Evolución de la clasificación
| Equipo               | 01 | 02 | 03 | 04 | 05 | 06 | 07 | 08 | 09 | 10 | 11 | 12 | 13 | 14 | 15 | 16 | 17 | 18 | 19 | 20 | 21 | 22 | 23 | 24 | 25 | 26 | 27 | 28 | 29 | 30 | 31 | 32 | 33 | 34 |
| -------------------- | -- | -- | -- | -- | -- | -- | -- | -- | -- | -- | -- | -- | -- | -- | -- | -- | -- | -- | -- | -- | -- | -- | -- | -- | -- | -- | -- | -- | -- | -- | -- | -- | -- | -- |
| Benfica              | 7  | 2  | 2  | 1  | 1  | 3  | 1  | 3  | 5  | 4  | 4  | 4  | 4  | 2  | 4  | 3  | 2  | 2  | 2  | 2  | 2  | 2  | 2  | 1  | 1  | 1  | 1  | 1  | 1  | 1  | 1  | 1  | 1  | 1  |
| Porto                | 1  | 1  | 5  | 4  | 3  | 2  | 3  | 1  | 1  | 1  | 1  | 1  | 1  | 1  | 1  | 1  | 1  | 1  | 1  | 1  | 1  | 1  | 1  | 2  | 2  | 2  | 2  | 2  | 2  | 2  | 2  | 2  | 2  | 2  |
| Sporting de Portugal | 3  | 3  | 3  | 3  | 5  | 4  | 5  | 5  | 3  | 2  | 2  | 2  | 2  | 3  | 2  | 4  | 4  | 4  | 4  | 4  | 4  | 4  | 4  | 4  | 4  | 4  | 3  | 3  | 3  | 3  | 3  | 3  | 3  | 3  |
| Sporting Braga       | 2  | 5  | 1  | 2  | 2  | 1  | 2  | 2  | 2  | 3  | 3  | 3  | 3  | 4  | 3  | 2  | 3  | 3  | 3  | 3  | 3  | 3  | 3  | 3  | 3  | 3  | 4  | 4  | 4  | 4  | 4  | 4  | 4  | 4  |
| Vitória Guimarães    | 10 | 16 | 12 | 8  | 9  | 9  | 7  | 8  | 8  | 7  | 5  | 5  | 5  | 5  | 5  | 6  | 5  | 6  | 5  | 6  | 6  | 6  | 6  | 6  | 6  | 5  | 6  | 6  | 6  | 6  | 6  | 6  | 6  | 5  |
| Moreirense           | 14 | 10 | 10 | 13 | 17 | 11 | 15 | 12 | 7  | 6  | 8  | 10 | 8  | 7  | 6  | 5  | 7  | 7  | 6  | 5  | 5  | 5  | 5  | 5  | 5  | 6  | 5  | 5  | 5  | 5  | 5  | 5  | 5  | 6  |
| Río Ave              | 17 | 8  | 8  | 7  | 4  | 5  | 4  | 4  | 4  | 5  | 6  | 6  | 6  | 10 | 10 | 10 | 10 | 10 | 9  | 9  | 8  | 8  | 9  | 9  | 10 | 9  | 9  | 9  | 9  | 8  | 8  | 7  | 8  | 7  |
| Boavista             | 4  | 9  | 9  | 12 | 14 | 15 | 11 | 14 | 15 | 16 | 16 | 14 | 12 | 13 | 13 | 14 | 15 | 15 | 16 | 15 | 13 | 12 | 11 | 11 | 13 | 13 | 13 | 14 | 12 | 14 | 13 | 11 | 9  | 8  |
| Belenenses           | 8  | 7  | 7  | 10 | 8  | 12 | 12 | 9  | 10 | 10 | 9  | 7  | 7  | 6  | 8  | 7  | 6  | 5  | 7  | 7  | 7  | 7  | 7  | 7  | 7  | 7  | 7  | 7  | 7  | 7  | 7  | 9  | 10 | 9  |
| Santa Clara          | 11 | 13 | 15 | 9  | 12 | 7  | 6  | 6  | 6  | 9  | 10 | 9  | 9  | 8  | 9  | 9  | 9  | 9  | 10 | 10 | 10 | 9  | 8  | 8  | 8  | 8  | 8  | 8  | 8  | 9  | 9  | 8  | 7  | 10 |
| Portimonense         | 16 | 18 | 18 | 18 | 15 | 17 | 13 | 10 | 11 | 11 | 11 | 10 | 8  | 7  | 6  | 5  | 7  | 7  | 6  | 8  | 9  | 10 | 10 | 10 | 9  | 10 | 10 | 10 | 11 | 10 | 11 | 13 | 11 | 11 |
| Marítimo             | 9  | 11 | 6  | 5  | 6  | 6  | 8  | 11 | 12 | 13 | 14 | 13 | 15 | 15 | 16 | 15 | 14 | 11 | 12 | 13 | 15 | 13 | 12 | 15 | 11 | 11 | 11 | 13 | 10 | 12 | 12 | 10 | 12 | 12 |
| Vitória Setúbal      | 6  | 6  | 11 | 11 | 13 | 14 | 10 | 7  | 9  | 8  | 7  | 8  | 10 | 11 | 12 | 13 | 11 | 13 | 11 | 11 | 12 | 15 | 13 | 14 | 15 | 15 | 14 | 11 | 13 | 13 | 14 | 14 | 13 | 13 |
| Aves                 | 15 | 15 | 17 | 17 | 18 | 16 | 18 | 18 | 16 | 12 | 13 | 15 | 14 | 16 | 15 | 17 | 18 | 16 | 15 | 16 | 14 | 16 | 16 | 13 | 12 | 12 | 12 | 12 | 14 | 11 | 10 | 12 | 14 | 14 |
| Tondela              | 12 | 14 | 16 | 16 | 11 | 13 | 16 | 16 | 13 | 14 | 15 | 17 | 17 | 14 | 14 | 12 | 13 | 12 | 13 | 12 | 11 | 11 | 14 | 16 | 16 | 16 | 16 | 15 | 15 | 15 | 15 | 16 | 15 | 15 |
| Chaves               | 18 | 12 | 14 | 14 | 10 | 10 | 14 | 15 | 17 | 18 | 18 | 18 | 18 | 18 | 18 | 18 | 17 | 18 | 17 | 17 | 17 | 17 | 17 | 17 | 17 | 17 | 17 | 17 | 17 | 16 | 16 | 15 | 16 | 16 |
| Nacional             | 13 | 17 | 13 | 15 | 16 | 18 | 17 | 17 | 18 | 17 | 12 | 12 | 13 | 12 | 11 | 11 | 12 | 14 | 14 | 14 | 16 | 14 | 15 | 12 | 14 | 14 | 15 | 16 | 16 | 17 | 17 | 17 | 17 | 17 |
| Feirense             | 5  | 4  | 4  | 6  | 7  | 8  | 9  | 13 | 14 | 15 | 17 | 16 | 16 | 17 | 17 | 16 | 16 | 17 | 18 | 18 | 18 | 18 | 18 | 18 | 18 | 18 | 18 | 18 | 18 | 18 | 18 | 18 | 18 | 18 |

## Tabla de resultados cruzados
| Local \ Visitante    | BEL | BEN | BOA | BRA | CHA | DAV | FEI | MAR | MOR | NAC  | PRT | POR | RAV | STC | SCP | TON | VGU | VSE |
| -------------------- | --- | --- | --- | --- | --- | --- | --- | --- | --- | ---- | --- | --- | --- | --- | --- | --- | --- | --- |
| Belenenses           | —   | 2–0 | 0–0 | 0–3 | 1–0 | 5–2 | 4–0 | 0–1 | 0–1 | 3–0  | 2–2 | 2–3 | 1–3 | 1–1 | 1–8 | 2–2 | 1–0 | 0–0 |
| Benfica              | 2–2 | —   | 5–1 | 6–2 | 4–0 | 2–0 | 4–0 | 6–0 | 1–3 | 10–0 | 5–1 | 1–0 | 4–2 | 4–1 | 1–1 | 1–0 | 3–2 | 4–2 |
| Boavista             | 2–0 | 0–2 | —   | 3–2 | 1–2 | 1–0 | 2–0 | 0–1 | 3–1 | 1–0  | 0–2 | 0–1 | 1–0 | 1–0 | 1–2 | 2–0 | 0–0 | 1–0 |
| Sporting Braga       | 0–2 | 1–4 | 1–0 | —   | 2–1 | 3–1 | 4–0 | 2–0 | 2–0 | 4–2  | 2–0 | 2–3 | 1–1 | 1–0 | 1–0 | 3–0 | 1–0 | 2–1 |
| Chaves               | 2–2 | 2–2 | 1–1 | 0–1 | —   | 1–2 | 0–0 | 1–0 | 1–2 | 4–1  | 2–0 | 1–4 | 1–1 | 0–0 | 1–3 | 2–1 | 0–1 | 1–2 |
| Desportivo das Aves  | 3–0 | 0–3 | 2–0 | 0–2 | 0–1 | —   | 1–1 | 0–1 | 0–1 | 2–3  | 3–0 | 0–1 | 2–1 | 1–2 | 1–3 | 2–2 | 1–1 | 2–1 |
| Feirense             | 0–0 | 1–4 | 1–1 | 0–2 | 4–4 | 2–1 | —   | 1–1 | 1–3 | 0–0  | 0–1 | 1–2 | 2–0 | 2–2 | 1–3 | 2–4 | 1–2 | 0–1 |
| Marítimo             | 0–0 | 0–1 | 0–1 | 1–0 | 2–1 | 0–1 | 2–0 | —   | 3–2 | 3–2  | 2–1 | 0–2 | 0–2 | 1–0 | 0–0 | 2–0 | 1–3 | 0–1 |
| Moreirense           | 1–1 | 0–4 | 2–1 | 1–0 | 0–1 | 1–0 | 1–0 | 1–0 | —   | 2–1  | 2–0 | 1–1 | 1–2 | 0–1 | 1–3 | 2–0 | 1–3 | 1–1 |
| Nacional             | 0–1 | 0–4 | 0–0 | 0–3 | 2–0 | 0–0 | 4–0 | 1–0 | 1–2 | —    | 0–1 | 0–4 | 0–1 | 0–3 | 0–1 | 3–2 | 1–0 | 0–0 |
| Portimonense         | 1–1 | 2–0 | 0–2 | 1–1 | 0–1 | 1–1 | 1–0 | 3–2 | 0–2 | 5–1  | —   | 0–3 | 0–1 | 2–2 | 4–2 | 3–2 | 3–2 | 3–1 |
| Porto                | 3–0 | 1–2 | 2–0 | 1–0 | 5–0 | 4–0 | 2–0 | 3–0 | 3–0 | 3–1  | 4–1 | —   | 2–1 | 1–0 | 2–1 | 1–0 | 2–3 | 2–0 |
| Rio Ave              | 2–2 | 2–3 | 2–1 | 1–2 | 1–0 | 0–2 | 0–0 | 3–1 | 1–2 | 3–3  | 2–1 | 2–2 | —   | 1–2 | 1–3 | 2–2 | 2–1 | 1–1 |
| Santa Clara          | 2–3 | 0–2 | 4–2 | 3–3 | 1–0 | 0–0 | 4–4 | 0–1 | 1–1 | 2–0  | 2–1 | 1–2 | 1–3 | —   | 1–2 | 1–2 | 1–0 | 0–0 |
| Sporting de Portugal | 2–1 | 2–4 | 3–0 | 3–0 | 2–1 | 4–1 | 1–0 | 2–0 | 2–1 | 5–2  | 3–1 | 0–0 | 3–0 | 1–0 | —   | 1–1 | 2–0 | 2–1 |
| Tondela              | 0–1 | 1–3 | 1–0 | 0–1 | 5–2 | 0–2 | 1–1 | 2–1 | 2–0 | 1–1  | 3–2 | 0–3 | 1–1 | 1–3 | 2–1 | —   | 1–0 | 1–2 |
| Vitória Guimarães    | 5–1 | 0–1 | 3–1 | 1–1 | 4–0 | 0–2 | 0–1 | 1–0 | 1–0 | 2–2  | 2–0 | 0–0 | 3–2 | 2–0 | 1–0 | 1–0 | —   | 1–1 |
| Vitória Setúbal      | 0–0 | 0–1 | 0–3 | 0–1 | 0–0 | 2–0 | 2–1 | 1–0 | 3–0 | 1–2  | 1–1 | 0–2 | 1–3 | 0–2 | 1–1 | 0–0 | 1–1 | —   |

## Resultados
- Los horarios corresponden al huso horario de Portugal (Hora central europea): UTC 0 en horario estándar y UTC +1 en horario de verano

### Primera vuelta
| Benfica            | 3 - 2 | Vitória de Guimarães | da Luz                            | 10 de agosto | 20:30 |
| Vitória de Setúbal | 2 - 0 | Desportivo das Aves  | Estadio do Bonfim                 | 11 de agosto | 16:30 |
| Tondela            | 0 - 1 | Belenenses           | Estadio João Cardoso              | 11 de agosto | 19:00 |
| Porto              | 5 - 0 | Chaves               | Estadio do Dragão                 | 11 de agosto | 21:00 |
| Feirense           | 2 - 0 | Rio Ave              | Estadio Marcolino de Castro       | 12 de agosto | 16:00 |
| Marítimo           | 1 - 0 | Santa Clara          | Estadio dos Barreiros             | 12 de agosto | 16:00 |
| Moreirense         | 1 - 3 | Sporting de Portugal | Parque Joaquim de Almeida Freitas | 12 de agosto | 18:30 |
| Sporting Braga     | 4 - 2 | Nacional             | Estadio Municipal de Braga        | 12 de agosto | 20:30 |
| Portimonense       | 0 - 2 | Boavista             | Estadio Municipal de Portimão     | 13 de agosto | 20:15 |

| Desportivo das Aves  | 2 - 2 | Tondela            | Estadio Desportivo das Aves  | 17 de agosto | 20:30 |
| Chaves               | 2 - 0 | Portimonense       | Estadio Municipal de Chaves  | 18 de agosto | 16:30 |
| Boavista             | 0 - 2 | Benfica            | Estadio do Bessa             | 18 de agosto | 19:30 |
| Sporting de Portugal | 2 - 1 | Vitória de Setúbal | Estadio José Alvalade        | 18 de agosto | 21:00 |
| Rio Ave              | 3 - 1 | Marítimo           | Estadio dos Arcos            | 19 de agosto | 16:00 |
| Nacional             | 1 - 2 | Moreirense         | Estadio de Madeira           | 19 de agosto | 16:00 |
| Belenenses           | 2 - 3 | Porto              | Estadio Nacional de Portugal | 19 de agosto | 18:30 |
| Santa Clara          | 3 - 3 | Sporting Braga     | Estadio de São Miguel        | 19 de agosto | 19:30 |
| Vitória de Guimarães | 0 - 1 | Feirense           | Estadio Dom Afonso Henriques | 20 de agosto | 20:15 |

| Marítimo           | 2 - 2 | Chaves               | Estadio dos Barreiros             | 24 de agosto | 20:30 |
| Portimonense       | 2 - 2 | Santa Clara          | Estadio Municipal de Portimão     | 25 de agosto | 16:30 |
| Benfica            | 1 - 1 | Sporting de Portugal | da Luz                            | 25 de agosto | 19:00 |
| Porto              | 2 - 3 | Vitória de Guimarães | Estadio do Dragão                 | 25 de agosto | 21:00 |
| Feirense           | 1 - 1 | Boavista             | Estadio Marcolino de Castro       | 26 de agosto | 16:00 |
| Vitória de Setúbal | 1 - 2 | Nacional             | Estadio do Bonfim                 | 26 de agosto | 16:00 |
| Tondela            | 1 - 1 | Rio Ave              | Estadio João Cardoso              | 26 de agosto | 18:30 |
| Sporting Braga     | 3 - 1 | Desportivo das Aves  | Estadio Municipal de Braga        | 26 de agosto | 20:30 |
| Moreirense         | 1 - 1 | Belenenses           | Parque Joaquim de Almeida Freitas | 27 de agosto | 20:15 |

| Chaves               | 0 - 1 | Sporting Braga     | Estadio Municipal de Chaves  | 31 de agosto    | 19:30 |
| Vitória de Guimarães | 1 - 0 | Tondela            | Estadio Dom Afonso Henriques | 31 de agosto    | 21:15 |
| Belenenses           | 0 - 0 | Vitória de Setúbal | Estadio Nacional de Portugal | 1 de septiembre | 16:30 |
| Santa Clara          | 4 - 2 | Boavista           | Estadio de São Miguel        | 1 de septiembre | 18:00 |
| Sporting de Portugal | 1 - 0 | Feirense           | Estadio José Alvalade        | 1 de septiembre | 21:00 |
| Desportivo das Aves  | 0 - 1 | Marítimo           | Estadio Desportivo das Aves  | 2 de septiembre | 16:00 |
| Rio Ave              | 2 - 1 | Portimonense       | Estadio dos Arcos            | 2 de septiembre | 16:00 |
| Nacional             | 0 - 4 | Benfica            | Estadio de Madeira           | 2 de septiembre | 18:30 |
| Porto                | 3 - 0 | Moreirense         | Estadio do Dragão            | 2 de septiembre | 20:30 |

| Boavista           | 1 - 2 | Chaves               | Estadio do Bessa              | 21 de septiembre | 20:30 |
| Santa Clara        | 1 - 3 | Rio Ave              | Estadio de São Miguel         | 22 de septiembre | 15:30 |
| Marítimo           | 0 - 0 | Belenenses           | Estadio dos Barreiros         | 22 de septiembre | 19:00 |
| Vitória de Setúbal | 0 - 2 | Porto                | Estadio do Bonfim             | 22 de septiembre | 21:00 |
| Feirense           | 0 - 0 | Boavista             | Estadio Marcolino de Castro   | 23 de septiembre | 16:00 |
| Tondela            | 2 - 0 | Moreirense           | Estadio João Cardoso          | 23 de septiembre | 16:00 |
| Benfica            | 2 - 0 | Desportivo das Aves  | da Luz                        | 23 de septiembre | 18:30 |
| Portimonense       | 3 - 2 | Vitória de Guimarães | Estadio Municipal de Portimão | 23 de septiembre | 20:30 |
| Sporting Braga     | 1 - 0 | Sporting de Portugal | Estadio Municipal de Braga    | 24 de septiembre | 20:15 |

| Chaves               | 2 - 2 | Benfica            | Estadio Municipal de Chaves       | 27 de septiembre | 20:15 |
| Porto                | 1 - 0 | Tondela            | Estadio do Dragão                 | 28 de septiembre | 20:30 |
| Moreirense           | 1 - 0 | Feirense           | Parque Joaquim de Almeida Freitas | 29 de septiembre | 16:30 |
| Rio Ave              | 2 - 1 | Boavista           | Estadio dos Arcos                 | 29 de septiembre | 19:00 |
| Sporting de Portugal | 2 - 0 | Marítimo           | Estadio José Alvalade             | 29 de septiembre | 21:00 |
| Nacional             | 0 - 3 | Santa Clara        | Estadio de Madeira                | 30 de septiembre | 16:00 |
| Vitória de Guimarães | 1 - 1 | Vitória de Setúbal | Estadio Dom Afonso Henriques      | 30 de septiembre | 18:30 |
| Belenenses           | 0 - 3 | Sporting Braga     | Estadio Nacional de Portugal      | 30 de septiembre | 20:30 |
| Desportivo das Aves  | 3 - 0 | Portimonense       | Estadio Desportivo das Aves       | 1 de octubre     | 20:15 |

| Tondela            | 1 - 1 | Nacional             | Estadio João Cardoso          | 5 de octubre | 15:30 |
| Santa Clara        | 1 - 0 | Chaves               | Estadio de São Miguel         | 5 de octubre | 17:00 |
| Feirense           | 0 - 0 | Belenenses           | Estadio Marcolino de Castro   | 5 de octubre | 20:30 |
| Vitória de Setúbal | 3 - 0 | Moreirense           | Estadio do Bonfim             | 6 de octubre | 15:30 |
| Marítimo           | 1 - 3 | Vitória de Guimarães | Estadio dos Barreiros         | 6 de octubre | 18:00 |
| Sporting Braga     | 1 - 1 | Rio Ave              | Estadio Municipal de Braga    | 6 de octubre | 20:30 |
| Boavista           | 1 - 0 | Desportivo das Aves  | Estadio do Bessa              | 7 de octubre | 15:00 |
| Benfica            | 1 - 0 | Porto                | da Luz                        | 7 de octubre | 17:30 |
| Portimonense       | 4 - 2 | Sporting de Portugal | Estadio Municipal de Portimão | 7 de octubre | 20:00 |

| Nacional             | 0 - 1 | Portimonense       | Estadio de Madeira                | 26 de octubre | 19:00 |
| Vitória de Guimarães | 1 - 1 | Sporting Braga     | Estadio Dom Afonso Henriques      | 26 de octubre | 21:15 |
| Desportivo das Aves  | 1 - 2 | Santa Clara        | Estadio Desportivo das Aves       | 27 de octubre | 15:30 |
| Rio Ave              | 1 - 0 | Chaves             | Estadio dos Arcos                 | 27 de octubre | 18:00 |
| Belenenses           | 2 - 0 | Benfica            | Estadio Nacional de Portugal      | 27 de octubre | 20:30 |
| Moreirense           | 1 - 0 | Marítimo           | Parque Joaquim de Almeida Freitas | 28 de octubre | 15:00 |
| Tondela              | 1 - 2 | Vitória de Setúbal | Estadio João Cardoso              | 28 de octubre | 15:00 |
| Porto                | 2 - 0 | Feirense           | Estadio do Dragão                 | 28 de octubre | 17:30 |
| Sporting de Portugal | 3 - 0 | Boavista           | Estadio José Alvalade             | 28 de octubre | 20:00 |

| Benfica        | 1 - 3 | Moreirense           | da Luz                        | 2 de noviembre | 20:30 |
| Portimonense   | 1 - 1 | Belenenses           | Estadio Municipal de Portimão | 3 de noviembre | 15:30 |
| Marítimo       | 0 - 2 | Porto                | Estadio dos Barreiros         | 3 de noviembre | 18:00 |
| Boavista       | 0 - 0 | Vitória de Guimarães | Estadio do Bessa              | 3 de noviembre | 20:30 |
| Feirense       | 2 - 4 | Tondela              | Estadio Marcolino de Castro   | 4 de noviembre | 15:00 |
| Santa Clara    | 1 - 2 | Sporting de Portugal | Estadio de São Miguel         | 4 de noviembre | 16:30 |
| Sporting Braga | 2 - 1 | Vitória de Setúbal   | Estadio Municipal de Braga    | 4 de noviembre | 20:00 |
| Rio Ave        | 3 - 3 | Nacional             | Estadio dos Arcos             | 5 de noviembre | 19:00 |
| Chaves         | 1 - 2 | Desportivo das Aves  | Estadio Municipal de Chaves   | 5 de noviembre | 21:15 |

| Moreirense           | 2 - 0 | Portimonense   | Parque Joaquim de Almeida Freitas | 9 de noviembre  | 19:00 |
| Vitória de Setúbal   | 2 - 1 | Feirense       | Estadio do Bonfim                 | 9 de noviembre  | 21:15 |
| Desportivo das Aves  | 2 - 1 | Rio Ave        | Estadio Desportivo das Aves       | 10 de noviembre | 15:30 |
| Belenenses           | 0 - 0 | Boavista       | Estadio Nacional de Portugal      | 10 de noviembre | 15:30 |
| Nacional             | 1 - 0 | Marítimo       | Estadio de Madeira                | 10 de noviembre | 18:30 |
| Porto                | 1 - 0 | Sporting Braga | Estadio do Dragão                 | 10 de noviembre | 20:30 |
| Vitória de Guimarães | 2 - 0 | Santa Clara    | Estadio Dom Afonso Henriques      | 11 de noviembre | 15:00 |
| Tondela              | 1 - 3 | Benfica        | Estadio João Cardoso              | 11 de noviembre | 17:30 |
| Sporting de Portugal | 2 - 1 | Chaves         | Estadio José Alvalade             | 11 de noviembre | 20:00 |

| Santa Clara         | 2 - 3 | Belenenses           | Estadio de São Miguel         | 30 de noviembre | 19:30 |
| Marítimo            | 0 - 1 | Vitória de Setúbal   | Estadio dos Barreiros         | 1 de diciembre  | 15:30 |
| Benfica             | 4 - 0 | Feirense             | da Luz                        | 1 de diciembre  | 18:00 |
| Sporting Braga      | 2 - 0 | Moreirense           | Estadio Municipal de Braga    | 1 de diciembre  | 20:30 |
| Desportivo das Aves | 2 - 3 | Nacional             | Estadio Desportivo das Aves   | 2 de diciembre  | 15:00 |
| Portimonense        | 3 - 2 | Tondela              | Estadio Municipal de Portimão | 2 de diciembre  | 15:00 |
| Chaves              | 0 - 1 | Vitória de Guimarães | Estadio Municipal de Chaves   | 2 de diciembre  | 17:30 |
| Boavista            | 0 - 1 | Porto                | Estadio do Bessa              | 2 de diciembre  | 20:30 |
| Rio Ave             | 1 - 3 | Sporting de Portugal | Estadio dos Arcos             | 3 de diciembre  | 20:15 |

| Porto                | 4 - 1 | Portimonense        | Estadio do Dragão                 | 7 de diciembre  | 20:30 |
| Belenenses           | 1 - 0 | Chaves              | Estadio Nacional de Portugal      | 8 de diciembre  | 15:30 |
| Tondela              | 0 - 1 | Sporting Braga      | Estadio João Cardoso              | 8 de diciembre  | 18:00 |
| Vitória de Setúbal   | 0 - 1 | Benfica             | Estadio do Bonfim                 | 8 de diciembre  | 20:30 |
| Nacional             | 0 - 0 | Boavista            | Estadio de Madeira                | 9 de diciembre  | 15:00 |
| Moreirense           | 0 - 1 | Santa Clara         | Parque Joaquim de Almeida Freitas | 9 de diciembre  | 15:00 |
| Vitória de Guimarães | 3 - 2 | Rio Ave             | Estadio Dom Afonso Henriques      | 9 de diciembre  | 17:30 |
| Sporting de Portugal | 4 - 1 | Desportivo das Aves | Estadio José Alvalade             | 9 de diciembre  | 20:00 |
| Feirense             | 1 - 1 | Marítimo            | Estadio Marcolino de Castro       | 10 de diciembre | 20:15 |

| Portimonense         | 3 - 1 | Vitória de Setúbal   | Estadio Municipal de Portimão | 14 de diciembre | 19:00 |
| Sporting Braga       | 4 - 0 | Feirense             | Estadio Municipal de Braga    | 14 de diciembre | 21:15 |
| Boavista             | 2 - 0 | Tondela              | Estadio do Bessa              | 15 de diciembre | 15:30 |
| Chaves               | 1 - 2 | Moreirense           | Estadio Municipal de Chaves   | 15 de diciembre | 15:30 |
| Desportivo das Aves  | 1 - 1 | Vitória de Guimarães | Estadio Desportivo das Aves   | 15 de diciembre | 18:00 |
| Santa Clara          | 1 - 2 | Porto                | Estadio de São Miguel         | 15 de diciembre | 19:30 |
| Rio Ave              | 2 - 2 | Belenenses           | Estadio dos Arcos             | 16 de diciembre | 15:00 |
| Marítimo             | 0 - 1 | Benfica              | Estadio dos Barreiros         | 16 de diciembre | 17:30 |
| Sporting de Portugal | 5 - 2 | Nacional             | Estadio José Alvalade         | 16 de diciembre | 20:00 |

| Feirense             | 0 - 1 | Portimonense         | Estadio Marcolino de Castro       | 22 de diciembre | 15:30 |
| Vitória de Setúbal   | 0 - 2 | Santa Clara          | Estadio do Bonfim                 | 22 de diciembre | 15:30 |
| Tondela              | 2 - 1 | Marítimo             | Estadio João Cardoso              | 22 de diciembre | 15:30 |
| Belenenses           | 5 - 2 | Desportivo das Aves  | Estadio Nacional de Portugal      | 22 de diciembre | 18:00 |
| Moreirense           | 2 - 1 | Boavista             | Parque Joaquim de Almeida Freitas | 22 de diciembre | 20:30 |
| Porto                | 2 - 1 | Rio Ave              | Estadio do Dragão                 | 23 de diciembre | 15:00 |
| Nacional             | 2 - 0 | Chaves               | Estadio de Madeira                | 23 de diciembre | 15:00 |
| Benfica              | 6 - 2 | Sporting Braga       | da Luz                            | 23 de diciembre | 17:30 |
| Vitória de Guimarães | 1 - 0 | Sporting de Portugal | Estadio Dom Afonso Henriques      | 23 de diciembre | 20:00 |

| Santa Clara          | 1 - 2 | Tondela              | Estadio de São Miguel         | 2 de enero | 15:00 |
| Boavista             | 1 - 0 | Vitória de Setúbal   | Estadio do Bessa              | 2 de enero | 18:00 |
| Sporting Braga       | 2 - 0 | Marítimo             | Estadio Municipal de Braga    | 2 de enero | 18:00 |
| Nacional             | 1 - 0 | Vitória de Guimarães | Estadio de Madeira            | 2 de enero | 18:00 |
| Portimonense         | 2 - 0 | Benfica              | Estadio Municipal de Portimão | 2 de enero | 20:15 |
| Rio Ave              | 1 - 2 | Moreirense           | Estadio dos Arcos             | 2 de enero | 20:15 |
| Chaves               | 0 - 0 | Feirense             | Estadio Municipal de Chaves   | 3 de enero | 16:00 |
| Sporting de Portugal | 2 - 1 | Belenenses           | Estadio José Alvalade         | 3 de enero | 18:00 |
| Desportivo das Aves  | 0 - 1 | Porto                | Estadio Desportivo das Aves   | 3 de enero | 20:15 |

| Marítimo           | 2 - 1 | Portimonense         | Estadio dos Barreiros             | 5 de enero | 20:30 |
| Belenenses         | 1 - 0 | Vitória de Guimarães | Estadio Nacional de Portugal      | 6 de enero | 15:00 |
| Vitória de Setúbal | 0 - 0 | Chaves               | Estadio do Bonfim                 | 6 de enero | 15:00 |
| Feirense           | 2 - 2 | Santa Clara          | Estadio Marcolino de Castro       | 6 de enero | 15:00 |
| Benfica            | 4 - 2 | Rio Ave              | da Luz                            | 6 de enero | 17:30 |
| Sporting Braga     | 1 - 0 | Boavista             | Estadio Municipal de Braga        | 6 de enero | 20:00 |
| Moreirense         | 1 - 0 | Desportivo das Aves  | Parque Joaquim de Almeida Freitas | 7 de enero | 17:00 |
| Tondela            | 2 - 1 | Sporting de Portugal | Estadio João Cardoso              | 7 de enero | 19:00 |
| Porto              | 3 - 1 | Nacional             | Estadio do Dragão                 | 7 de enero | 21:15 |

| Portimonense         | 1 - 1 | Sporting Braga     | Estadio Municipal de Portimão | 10 de enero | 20:15 |
| Santa Clara          | 0 - 2 | Benfica            | Estadio de São Miguel         | 11 de enero | 18:00 |
| Desportivo das Aves  | 1 - 1 | Feirense           | Estadio Desportivo das Aves   | 11 de enero | 19:00 |
| Vitória de Guimarães | 1 - 0 | Moreirense         | Estadio Dom Afonso Henriques  | 11 de enero | 21:15 |
| Sporting de Portugal | 0 - 0 | Porto              | Estadio José Alvalade         | 12 de enero | 15:30 |
| Boavista             | 0 - 1 | Marítimo           | Estadio do Bessa              | 12 de enero | 20:30 |
| Nacional             | 0 - 1 | Belenenses         | Estadio de Madeira            | 13 de enero | 15:00 |
| Chaves               | 2 - 1 | Tondela            | Estadio Municipal de Chaves   | 13 de enero | 17:30 |
| Rio Ave              | 1 - 1 | Vitória de Setúbal | Estadio dos Arcos             | 13 de enero | 20:00 |

### Segunda vuelta
| Nacional             | 0 - 3 | Sporting Braga     | Estadio de Madeira           | 18 de enero | 18:45 |
| Chaves               | 1 - 4 | Porto              | Estadio Municipal de Chaves  | 18 de enero | 19:00 |
| Vitória de Guimarães | 0 - 1 | Benfica            | Estadio Dom Afonso Henriques | 18 de enero | 21:15 |
| Belenenses           | 2 - 2 | Tondela            | Estadio Nacional de Portugal | 19 de enero | 15:30 |
| Sporting de Portugal | 2 - 1 | Moreirense         | Estadio José Alvalade        | 19 de enero | 18:00 |
| Santa Clara          | 0 - 1 | Marítimo           | Estadio de São Miguel        | 19 de enero | 19:30 |
| Desportivo das Aves  | 2 - 1 | Vitória de Setúbal | Estadio Desportivo das Aves  | 20 de enero | 15:00 |
| Boavista             | 0 - 2 | Portimonense       | Estadio do Bessa             | 20 de enero | 17:30 |
| Rio Ave              | 0 - 0 | Feirense           | Estadio dos Arcos            | 20 de enero | 20:00 |

| Marítimo           | 0 - 2 | Rio Ave              | Estadio dos Barreiros             | 28 de enero | 17:00 |
| Tondela            | 0 - 2 | Desportivo das Aves  | Estadio João Cardoso              | 28 de enero | 19:00 |
| Moreirense         | 2 - 1 | Nacional             | Parque Joaquim de Almeida Freitas | 28 de enero | 19:00 |
| Feirense           | 1 - 2 | Vitória de Guimarães | Estadio Marcolino de Castro       | 28 de enero | 21:15 |
| Portimonense       | 0 - 1 | Chaves               | Estadio Municipal de Portimão     | 29 de enero | 19:00 |
| Benfica            | 5 - 1 | Boavista             | da Luz                            | 29 de enero | 19:00 |
| Sporting Braga     | 1 - 0 | Santa Clara          | Estadio Municipal de Braga        | 29 de enero | 21:15 |
| Vitória de Setúbal | 1 - 1 | Sporting de Portugal | Estadio do Bonfim                 | 30 de enero | 19:00 |
| Porto              | 3 - 0 | Belenenses           | Estadio do Dragão                 | 30 de enero | 21:15 |

| Rio Ave              | 2 - 2 | Tondela            | Estadio dos Arcos            | 1 de febrero | 20:30 |
| Chaves               | 1 - 0 | Marítimo           | Estadio Municipal de Chaves  | 2 de febrero | 15:30 |
| Boavista             | 2 - 0 | Feirense           | Estadio do Bessa             | 2 de febrero | 18:30 |
| Desportivo das Aves  | 0 - 2 | Sporting Braga     | Estadio Desportivo das Aves  | 2 de febrero | 20:30 |
| Santa Clara          | 2 - 1 | Portimonense       | Estadio de São Miguel        | 3 de febrero | 14:00 |
| Nacional             | 0 - 0 | Vitória de Setúbal | Estadio de Madeira           | 3 de febrero | 15:00 |
| Sporting de Portugal | 2 - 4 | Benfica            | Estadio José Alvalade        | 3 de febrero | 17:30 |
| Vitória de Guimarães | 0 - 0 | Porto              | Estadio Dom Afonso Henriques | 3 de febrero | 20:00 |
| Belenenses           | 0 - 1 | Moreirense         | Estadio Nacional de Portugal | 4 de febrero | 20:15 |

| Moreirense         | 1 - 1  | Porto                | Parque Joaquim de Almeida Freitas | 8 de febrero  | 20:30 |
| Marítimo           | 0 - 1  | Desportivo das Aves  | Estadio dos Barreiros             | 9 de febrero  | 15:30 |
| Portimonense       | 0 - 1  | Rio Ave              | Estadio Municipal de Portimão     | 9 de febrero  | 18:00 |
| Tondela            | 1 - 0  | Vitória de Guimarães | Estadio João Cardoso              | 9 de febrero  | 20:30 |
| Boavista           | 1 - 0  | Santa Clara          | Estadio do Bessa                  | 10 de febrero | 15:00 |
| Sporting Braga     | 2 - 1  | Chaves               | Estadio Municipal de Braga        | 10 de febrero | 15:00 |
| Benfica            | 10 - 0 | Nacional             | da Luz                            | 10 de febrero | 17:30 |
| Feirense           | 1 - 3  | Sporting de Portugal | Estadio Marcolino de Castro       | 10 de febrero | 20:00 |
| Vitória de Setúbal | 0 - 0  | Belenenses           | Estadio do Bonfim                 | 11 de febrero | 20:15 |

| Rio Ave              | 1 - 2 | Santa Clara        | Estadio dos Arcos                 | 15 de febrero | 20:30 |
| Nacional             | 4 - 0 | Feirense           | Estadio de Madeira                | 16 de febrero | 15:30 |
| Vitória de Guimarães | 2 - 0 | Portimonense       | Estadio Dom Afonso Henriques      | 16 de febrero | 18:00 |
| Porto                | 2 - 0 | Vitória de Setúbal | Estadio do Dragão                 | 16 de febrero | 20:30 |
| Belenenses           | 0 - 1 | Marítimo           | Estadio Nacional de Portugal      | 17 de febrero | 15:00 |
| Moreirense           | 2 - 0 | Tondela            | Parque Joaquim de Almeida Freitas | 17 de febrero | 15:00 |
| Chaves               | 1 - 1 | Boavista           | Estadio Municipal de Chaves       | 17 de febrero | 17:30 |
| Sporting de Portugal | 3 - 0 | Sporting Braga     | Estadio José Alvalade             | 17 de febrero | 20:00 |
| Desportivo das Aves  | 0 - 3 | Benfica            | Estadio Desportivo das Aves       | 18 de febrero | 20:15 |

| Sporting Braga     | 0 - 2 | Belenenses           | Estadio Municipal de Braga    | 22 de febrero | 19:00 |
| Tondela            | 0 - 3 | Porto                | Estadio João Cardoso          | 22 de febrero | 21:15 |
| Feirense           | 1 - 3 | Moreirense           | Estadio Marcolino de Castro   | 23 de febrero | 15:30 |
| Portimonense       | 1 - 1 | Desportivo das Aves  | Estadio Municipal de Portimão | 23 de febrero | 18:00 |
| Vitória de Setúbal | 1 - 1 | Vitória de Guimarães | Estadio do Bonfim             | 23 de febrero | 20:30 |
| Santa Clara        | 2 - 0 | Nacional             | Estadio de São Miguel         | 24 de febrero | 14:30 |
| Boavista           | 1 - 0 | Rio Ave              | Estadio do Bessa              | 24 de febrero | 17:30 |
| Marítimo           | 0 - 0 | Sporting de Portugal | Estadio dos Barreiros         | 25 de febrero | 19:00 |
| Benfica            | 4 - 0 | Chaves               | da Luz                        | 25 de febrero | 21:15 |

| Desportivo das Aves  | 2 - 0 | Boavista           | Estadio Desportivo das Aves       | 1 de marzo | 20:30 |
| Nacional             | 3 - 2 | Tondela            | Estadio de Madeira                | 2 de marzo | 15:30 |
| Moreirense           | 1 - 1 | Vitória de Setúbal | Parque Joaquim de Almeida Freitas | 2 de marzo | 18:00 |
| Porto                | 1 - 2 | Benfica            | Estadio do Dragão                 | 2 de marzo | 20:30 |
| Belenenses           | 4 - 0 | Feirense           | Estadio Nacional de Portugal      | 3 de marzo | 15:00 |
| Chaves               | 0 - 0 | Santa Clara        | Estadio Municipal de Chaves       | 3 de marzo | 15:00 |
| Rio Ave              | 1 - 2 | Sporting Braga     | Estadio dos Arcos                 | 3 de marzo | 17:30 |
| Sporting de Portugal | 3 - 1 | Portimonense       | Estadio José Alvalade             | 3 de marzo | 20:00 |
| Vitória de Guimarães | 1 - 0 | Marítimo           | Estadio Dom Afonso Henriques      | 4 de marzo | 20:15 |

| Chaves             | 1 - 1 | Santa Clara          | Estadio Municipal de Chaves   | 8 de marzo  | 20:30 |
| Marítimo           | 3 - 2 | Moreirense           | Estadio dos Barreiros         | 9 de marzo  | 15:30 |
| Sporting Braga     | 1 - 0 | Vitória de Guimarães | Estadio Municipal de Braga    | 9 de marzo  | 18:00 |
| Boavista           | 1 - 2 | Sporting de Portugal | Estadio do Bessa              | 9 de marzo  | 20:30 |
| Santa Clara        | 0 - 0 | Desportivo das Aves  | Estadio de São Miguel         | 10 de marzo | 14:00 |
| Portimonense       | 5 - 1 | Nacional             | Estadio Municipal de Portimão | 10 de marzo | 15:00 |
| Vitória de Setúbal | 0 - 0 | Tondela              | Estadio do Bonfim             | 10 de marzo | 17:30 |
| Feirense           | 1 - 2 | Porto                | Estadio Marcolino de Castro   | 10 de marzo | 20:00 |
| Benfica            | 2 - 2 | Belenenses           | da Luz                        | 11 de marzo | 20:15 |

| Sporting de Portugal | 1 - 0 | Santa Clara    | Estadio José Alvalade             | 15 de marzo | 20:30 |
| Vitória de Setúbal   | 0 - 1 | Sporting Braga | Estadio do Bonfim                 | 16 de marzo | 15:30 |
| Belenenses           | 2 - 2 | Portimonense   | Estadio Nacional de Portugal      | 16 de marzo | 15:30 |
| Vitória de Guimarães | 3 - 1 | Boavista       | Estadio Dom Afonso Henriques      | 16 de marzo | 18:00 |
| Porto                | 3 - 0 | Marítimo       | Estadio do Dragão                 | 16 de marzo | 20:30 |
| Desportivo das Aves  | 0 - 1 | Chaves         | Estadio Desportivo das Aves       | 17 de marzo | 15:00 |
| Nacional             | 0 - 1 | Rio Ave        | Estadio de Madeira                | 17 de marzo | 15:00 |
| Moreirense           | 0 - 4 | Benfica        | Parque Joaquim de Almeida Freitas | 17 de marzo | 17:30 |
| Tondela              | 1 - 1 | Feirense       | Estadio João Cardoso              | 17 de marzo | 20:00 |

| Portimonense   | 0 - 2 | Moreirense           | Estadio Municipal de Portimão | 29 de marzo | 20:30 |
| Sporting Braga | 2 - 3 | Porto                | Estadio Municipal de Braga    | 30 de marzo | 15:30 |
| Chaves         | 1 - 3 | Sporting de Portugal | Estadio Municipal de Chaves   | 30 de marzo | 18:00 |
| Santa Clara    | 1 - 0 | Vitória de Guimarães | Estadio de São Miguel         | 30 de marzo | 19:30 |
| Benfica        | 1 - 0 | Tondela              | da Luz                        | 30 de marzo | 20:30 |
| Marítimo       | 3 - 2 | Nacional             | Estadio dos Barreiros         | 31 de marzo | 15:00 |
| Rio Ave        | 0 - 2 | Desportivo das Aves  | Estadio dos Arcos             | 31 de marzo | 17:30 |
| Boavista       | 2 - 0 | Belenenses           | Estadio do Bessa              | 31 de marzo | 20:00 |
| Feirense       | 0 - 1 | Vitória de Setúbal   | Estadio Marcolino de Castro   | 1 de abril  | 20:15 |

| Porto                | 2 - 0 | Boavista            | Estadio do Dragão                 | 5 de abril | 20:30 |
| Nacional             | 0 - 0 | Desportivo das Aves | Estadio de Madeira                | 6 de abril | 15:30 |
| Belenenses           | 1 - 1 | Santa Clara         | Estadio Nacional de Portugal      | 6 de abril | 15:30 |
| Vitória de Guimarães | 4 - 0 | Chaves              | Estadio Dom Afonso Henriques      | 6 de abril | 18:00 |
| Moreirense           | 1 - 0 | Sporting Braga      | Parque Joaquim de Almeida Freitas | 6 de abril | 20:30 |
| Vitória de Setúbal   | 1 - 0 | Marítimo            | Estadio do Bonfim                 | 7 de abril | 15:00 |
| Feirense             | 1 - 4 | Benfica             | Estadio Marcolino de Castro       | 7 de abril | 17:30 |
| Sporting de Portugal | 3 - 0 | Rio Ave             | Estadio José Alvalade             | 7 de abril | 20:00 |
| Tondela              | 3 - 2 | Belenenses          | Estadio João Cardoso              | 8 de abril | 20:15 |

| Chaves              | 2 - 2 | Belenenses           | Estadio Municipal de Chaves   | 12 de abril | 20:30 |
| Santa Clara         | 1 - 1 | Moreirense           | Estadio de São Miguel         | 13 de abril | 14:30 |
| Portimonense        | 0 - 3 | Porto                | Estadio Municipal de Portimão | 13 de abril | 18:00 |
| Desportivo das Aves | 1 - 3 | Sporting de Portugal | Estadio Desportivo das Aves   | 13 de abril | 20:30 |
| Marítimo            | 2 - 0 | Feirense             | Estadio dos Barreiros         | 14 de abril | 15:00 |
| Rio Ave             | 2 - 1 | Vitória de Guimarães | Estadio dos Arcos             | 14 de abril | 15:00 |
| Boavista            | 1 - 0 | Nacional             | Estadio do Bessa              | 14 de abril | 17:30 |
| Sporting Braga      | 3 - 0 | Tondela              | Estadio Municipal de Braga    | 14 de abril | 17:30 |
| Benfica             | 4 - 2 | Vitória de Setúbal   | da Luz                        | 14 de abril | 20:00 |

| Tondela              | 1 - 0 | Boavista             | Estadio João Cardoso              | 19 de abril | 15:30 |
| Vitória de Setúbal   | 1 - 1 | Portimonense         | Estadio do Bonfim                 | 19 de abril | 15:30 |
| Nacional             | 0 - 1 | Sporting de Portugal | Estadio de Madeira                | 19 de abril | 18:00 |
| Vitória de Guimarães | 0 - 2 | Desportivo das Aves  | Estadio Dom Afonso Henriques      | 19 de abril | 20:30 |
| Moreirense           | 0 - 1 | Chaves               | Parque Joaquim de Almeida Freitas | 20 de abril | 15:30 |
| Belenenses           | 1 - 3 | Rio Ave              | Estadio Nacional de Portugal      | 20 de abril | 15:30 |
| Feirense             | 0 - 2 | Sporting Braga       | Estadio Marcolino de Castro       | 20 de abril | 18:00 |
| Porto                | 1 - 0 | Santa Clara          | Estadio do Dragão                 | 20 de abril | 20:30 |
| Benfica              | 6 - 0 | Marítimo             | da Luz                            | 22 de abril | 20:15 |

| Rio Ave              | 2 - 2 | Porto                | Estadio dos Arcos             | 26 de abril | 20:30 |
| Santa Clara          | 0 - 0 | Vitória de Setúbal   | Estadio de São Miguel         | 27 de abril | 14:30 |
| Portimonense         | 1 - 0 | Feirense             | Estadio Municipal de Portimão | 27 de abril | 15:30 |
| Sporting de Portugal | 2 - 0 | Vitória de Guimarães | Estadio José Alvalade         | 27 de abril | 18:00 |
| Desportivo das Aves  | 3 - 0 | Belenenses           | Estadio Desportivo das Aves   | 27 de abril | 20:30 |
| Chaves               | 4 - 1 | Nacional             | Estadio Municipal de Chaves   | 28 de abril | 15:00 |
| Marítimo             | 2 - 0 | Tondela              | Estadio dos Barreiros         | 28 de abril | 15:00 |
| Sporting Braga       | 1 - 4 | Benfica              | Estadio Municipal de Braga    | 28 de abril | 17:30 |
| Boavista             | 3 - 1 | Moreirense           | Estadio do Bessa              | 28 de abril | 20:00 |

| Moreirense           | 1 - 2 | Rio Ave              | Parque Joaquim de Almeida Freitas | 3 de mayo | 20:30 |
| Marítimo             | 1 - 0 | Sporting Braga       | Estadio dos Barreiros             | 4 de mayo | 15:30 |
| Feirense             | 4 - 4 | Chaves               | Estadio Marcolino de Castro       | 4 de mayo | 15:30 |
| Benfica              | 5 - 1 | Portimonense         | da Luz                            | 4 de mayo | 18:00 |
| Porto                | 4 - 0 | Desportivo das Aves  | Estadio do Dragão                 | 4 de mayo | 20:30 |
| Tondela              | 1 - 3 | Santa Clara          | Estadio João Cardoso              | 5 de mayo | 15:00 |
| Belenenses           | 1 - 8 | Sporting de Portugal | Estadio Nacional de Portugal      | 5 de mayo | 17:30 |
| Vitória de Guimarães | 2 - 2 | Nacional             | Estadio Dom Afonso Henriques      | 5 de mayo | 20:30 |
| Vitória de Setúbal   | 0 - 3 | Boavista             | Estadio do Bonfim                 | 6 de mayo | 20:15 |

| Desportivo das Aves  | 0 - 1 | Moreirense           | Estadio Desportivo das Aves   | 10 de mayo | 20:30 |
| Santa Clara          | 4 - 4 | Feirense             | Estadio de São Miguel         | 11 de mayo | 14:30 |
| Portimonense         | 3 - 2 | Marítimo             | Estadio Municipal de Portimão | 11 de mayo | 15:30 |
| Boavista             | 4 - 2 | Sporting Braga       | Estadio do Bessa              | 11 de mayo | 18:00 |
| Sporting de Portugal | 1 - 1 | Vitória de Guimarães | Estadio José Alvalade         | 11 de mayo | 20:30 |
| Vitória de Guimarães | 5 - 1 | Belenenses           | Estadio Dom Afonso Henriques  | 12 de mayo | 15:00 |
| Chaves               | 1 - 2 | Vitória de Setúbal   | Estadio Municipal de Chaves   | 12 de mayo | 15:00 |
| Nacional             | 0 - 4 | Porto                | Estadio de Madeira            | 12 de mayo | 17:30 |
| Rio Ave              | 2 - 3 | Benfica              | Estadio dos Arcos             | 12 de mayo | 20:00 |

| Belenenses         | 3 - 0 | Nacional             | Estadio Nacional de Portugal      | 16 de mayo | 18:30 |
| Sporting Braga     | 2 - 0 | Portimonense         | Estadio Municipal de Braga        | 17 de mayo | 20:30 |
| Feirense           | 2 - 1 | Desportivo das Aves  | Estadio Marcolino de Castro       | 18 de mayo | 15:30 |
| Marítimo           | 0 - 1 | Boavista             | Estadio dos Barreiros             | 18 de mayo | 15:30 |
| Vitória de Setúbal | 1 - 3 | Rio Ave              | Estadio do Bonfim                 | 18 de mayo | 15:30 |
| Benfica (C)        | 4 - 1 | Santa Clara          | da Luz                            | 18 de mayo | 18:30 |
| Porto              | 2 - 1 | Sporting de Portugal | Estadio do Dragão                 | 18 de mayo | 18:30 |
| Tondela            | 5 - 2 | Chaves               | Estadio João Cardoso              | 19 de mayo | 17:30 |
| Moreirense         | 1 - 3 | Vitória de Guimarães | Parque Joaquim de Almeida Freitas | 19 de mayo | 20:00 |

## Goleadores
Actualizado al 22 de agosto de 2019.
| # | Jugador          | Club                 | Goles |
| - | ---------------- | -------------------- | ----- |
| 1 | Haris Seferović  | Benfica              | 23    |
| 2 | Bruno Fernandes  | Sporting de Portugal | 20    |
| 3 | Rafa Silva       | Benfica              | 17    |
| 4 | João Félix       | Benfica              | 15    |
| 4 | Dyego Sousa      | Sporting Braga       | 15    |
| 4 | Francisco Soares | FC Porto             | 15    |
| 4 | Bas Dost         | Sporting de Portugal | 15    |
| 8 | Pizzi            | Benfica              | 13    |
| 9 | Wilson Eduardo   | Sporting Braga       | 12    |
| 9 | Tomané           | Tondela              | 12    |